# Gesto por la Paz de Euskal Herria

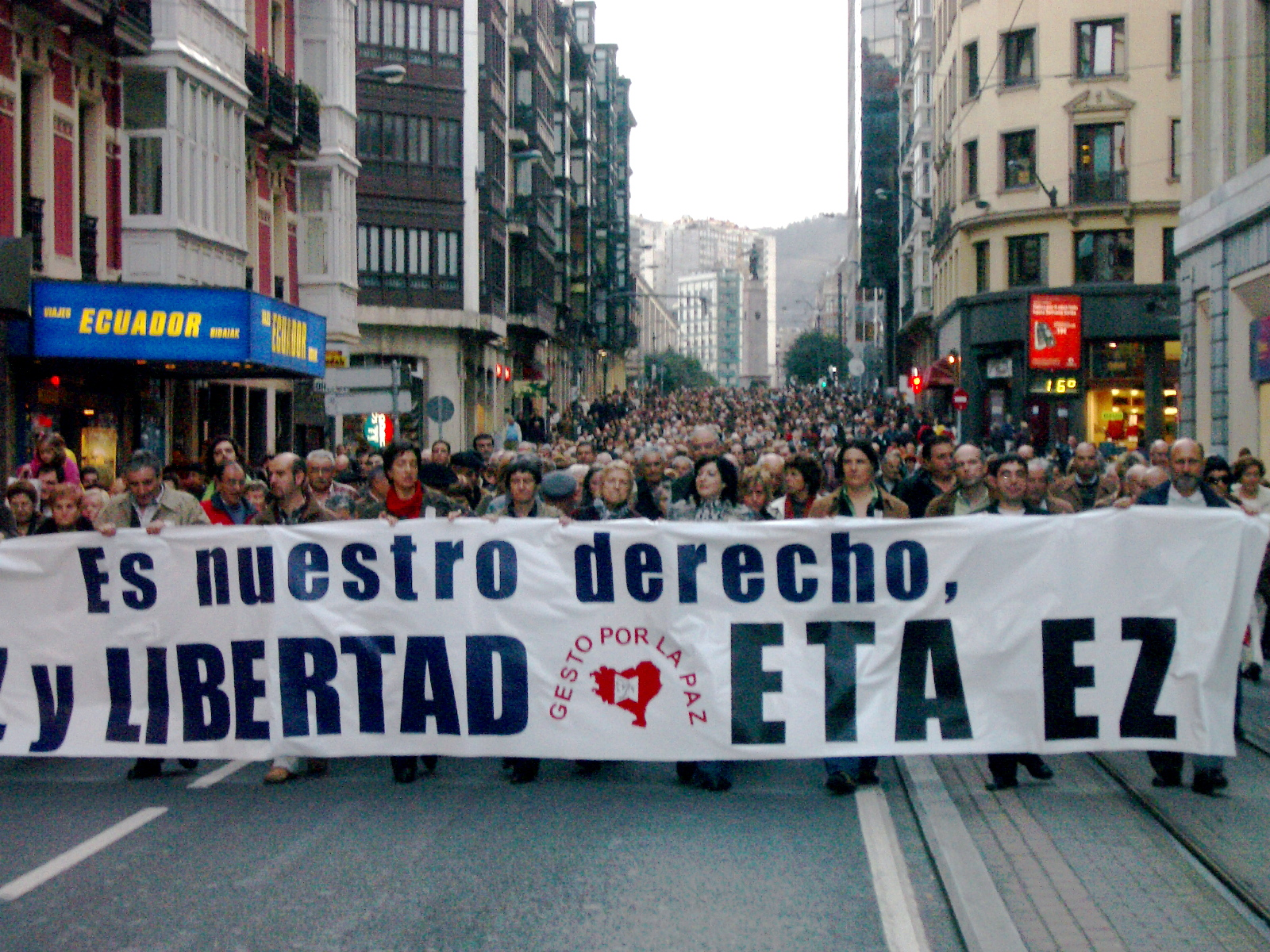
Manifestación contra ETA por las calles de Bilbao, celebrada el 10 de febrero de 2007 y convocada por Gesto por la Paz, cuyo anagrama se puede ver en el centro de la pancarta.

La Coordinadora Gesto por la Paz de Euskal Herria (en euskera: Euskal Herriko Bakearen Aldeko Koordinakundea) fue una organización fundada en 1986 y disuelta en 2012, activa en el País Vasco y Navarra, conocida por la defensa de la paz y su oposición a ETA. Se definía como una organización pacifista, cívica, unitaria, pluralista e independiente de cualquier partido político o institución. Fue una de las formas de respuesta organizada de la sociedad civil frente a ETA.
Gesto por la Paz recibió docenas de reconocimientos y premios por su trabajo a favor de la paz en el País Vasco y Navarra. En 1989, el Parlamento Vasco acordó, por unanimidad, impulsar la candidatura de Gesto por la Paz al Premio Nobel de la Paz. La candidatura recibió apoyo del Parlamento de Navarra, el Parlamento de Cataluña, la Asamblea de Madrid, Cáritas Española, Cruz Roja Española, el Senado de España, el arzobispado de Sevilla y hasta un centenar de organizaciones.

## Actuaciones

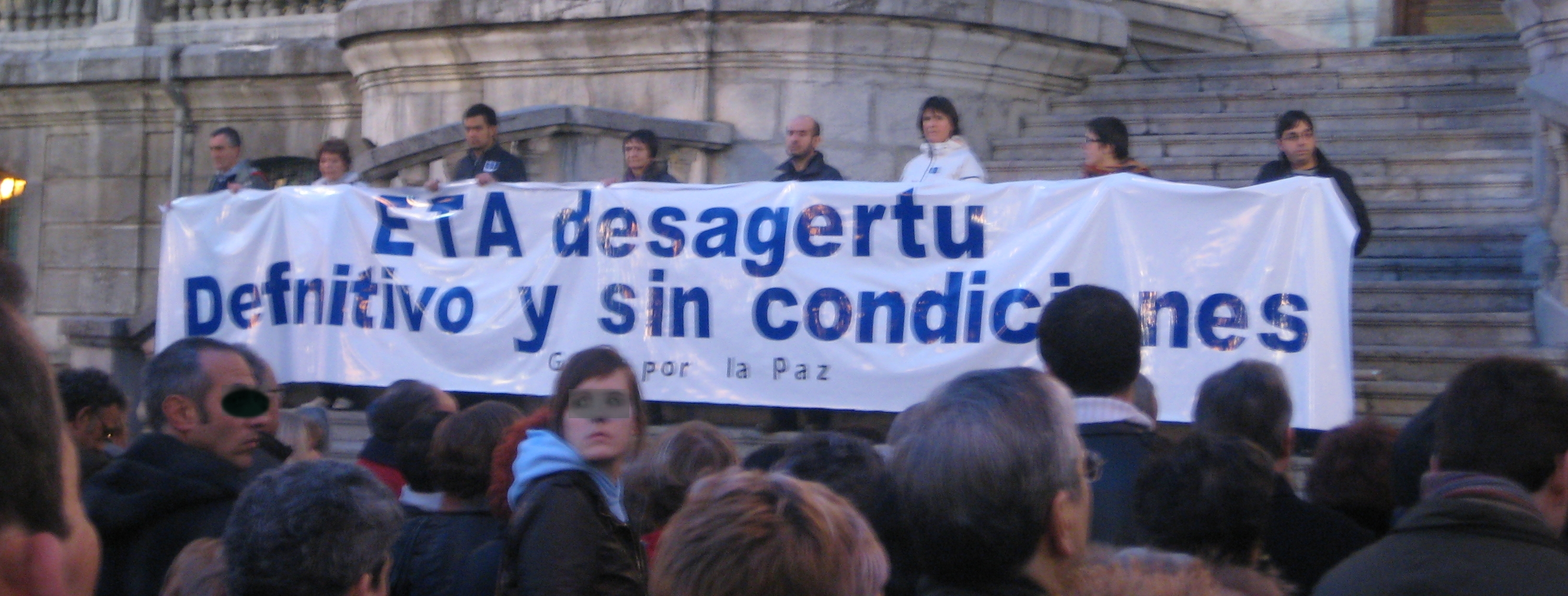
Concentración en 2011.

Su proyecto para conseguir la paz incluyó como actuaciones principales las siguientes:
- incrementar la movilización ciudadana,
- concienciar a la sociedad de su responsabilidad en la necesaria respuesta pacífica,
- velar por que la erradicación de la violencia desde las instituciones públicas se dé dentro de la legalidad y el respeto a los derechos humanos
- fomentar una cultura de paz.[3]

Como forma de protesta tiene establecida la realización de concentraciones silenciosas de 15 minutos, en 130 puntos de las comunidades vasca y navarra, al día siguiente de producirse una muerte provocada por un acto violento. Convoca y secunda además manifestaciones en aniversarios y otros actos.
Gesto por la Paz fue una de las cuatro organizaciones pacifistas que propusieron en 1993 la utilización de un lazo azul como muestra de rechazo y de protesta ante los secuestros de ETA.
Su ubicación dentro del marco ideológico del nacionalismo vasco ha sido criticada principalmente por asociaciones vinculadas al Partido Popular, especialmente por la inclusión del mapa en el que aparece unida Euskal Herria en su logotipo.
El 4 de mayo de 2013, la asamblea de Gesto por la Paz acordó su disolución con el 97% de los votos a favor y ningún sufragio en contra.

## Reconocimientos
En 1993 recibió el Premio Príncipe de Asturias de la Concordia "Por su abnegado afán de contribuir a eliminar la violencia y establecer y consolidar la paz para un adecuado convivir de los hombres, haciéndolo a través de formas de actuar genuinamente cívicas (...)". Ese mismo año recibió el Premio a la Convivencia de la Fundación Manuel Broseta. En 1998 recibió el I Premio Paz de Westfalia junto a Vaclav Havel. En 1999, el Premio Nacional Tierno Galván a la solidaridad y los valores humanos, entre otros galardones.
En 1989, el Parlamento Vasco presentó de forma unánime a la Coordinadora Gesto por la Paz de Euskal Herria como candidata al Premio Nobel de la Paz de 1990, con la adhesión, entre otras personalidades e instituciones, de numerosos ayuntamientos vascos, el Parlamento de Cataluña, la Asamblea de Madrid, el Parlamento de Navarra, la Mesa del Senado, el Consejo de Ministros de la República Democrática Alemana, Cruz Roja Española y Cáritas Española.
En 1996, la travesía de la carretera N-340 por Algeciras (Cádiz) se renombró como "Avenida Gesto por la Paz" en honor de esta plataforma.